# Hope-diamanten
Hope-diamanten er en meget stor diamant med en usædvanlig blå farve. Diamantens historie er usikker, og den er genstand for overtro om at den er ulykkesbringer.
Diamanten stammer formentlig fra Indien fundet i nærheden af Golconda, hvor franskmanden Jean-Baptiste Tavernier købte en stor og intensivt blå diamant i 1642, der fik navnet Tavernier's Blue. Den vejede 112,5 karat i rå stand. Den blev bragt til Frankrig og solgt videre til Ludvig d. 14. i 1668. På det tidspunkt var stenen slebet i dråbeform og vejede 67,5 karat.
Stenen blev stjålet under den franske revolution sammen med andre diamanter og forsvandt sporløst. En blå diamant svarende til Hope-diamanten skal være dukket op i London i 1812. I 1830 blev en blå diamant med en usædvanlig blå farve sat til salg. Den sten vejede 44,5 karat. Det er nærliggende at antage, at det var Tavernier's Blue, der var slebet om. Stenen blev købt af Henry Thomas Hope en britisk-hollandsk bankmand og samler af ædelsten. Stenen har siden haft navn efter ham.
Det er hævdet, at alle ejerne er ramt af pludselig død, tab af penge eller andre ulykker. Stenen skulle derfor bære en mystisk forbandelse.[kilde mangler]
Stenen ejes siden 1958 af Smithsonian Institution, hvor den er udstillet. Den blev doneret til Smithsonian af juveler Harry Winston.

## Stenen i populærkulturen
Hope-diamanten har muligvis været forbillede for den store blå diamant, der optræder i James Camerons film Titanic fra 1997.[kilde mangler] Den har dog en anden form.